# Good Morning Sunshine
"Good Morning Sunshine" var den 8. single fra den dansk-norske popgruppe Aqua, udgivet i 1997. Sangen kom på en dårligere placering på den britiske hitliste end de andre sange, da den kun blev nummer 18.
Videoen til sangen er forskellige klip fra Aquas turné i Skandinavien.

## Hitliste
| Chart (1998)                                     | Peak position |
| ------------------------------------------------ | ------------- |
| Holland (Single Top 100)                         | 80            |
| Storbritannien Singles (Official Charts Company) | 18            |